# Yeda Dantas
Yeda Dantas (Catolé do Rocha, PB), é uma atriz brasileira. É criadora  do  bloco em Laranjeiras chamado Gigantes da Lira. Foi indicada ao Prêmio Coca-Cola de Teatro em 1991, pela cenografia do espetáculo A Cor da Rosa

## Biografia
Iniciou sua carreir artística na década de 1980, quando começou a ter aulas com Luiz Carlos Vasconcelos. 
Radicando-se na região sudeste, de 1990 a 1996 foi coordenadora do Teatro Nelson Rodrigues. Desde 2000 ministra oficinas na Casa das Artes de Laranjeiras.
Desde 1999 interpreta o palhaço Dr. Giramundo, viajando nacionalmente em apresentações. 
Além da carreira artística, é bacharela em Direito pela Universidade Federal da Paraíba e concursada da Caixa Econômica Federal. 
Na televisão destacou-se por suas atuações em Vila Madalena (1999) e Chocolate com Pimenta (2003). 

## Carreira

### Na televisão
| Ano  | Título                             | Personagem      | Notas                     |
| ---- | ---------------------------------- | --------------- | ------------------------- |
| 2008 | Guerra e Paz                       | —               | Episódio: "Manos e Brous" |
| 2007 | Amazônia, de Galvez a Chico Mendes | Mulher acreana  | Participação especial     |
| 2005 | Sítio do Picapau Amarelo           | Dona Madalena   |                           |
| 2003 | Chocolate com Pimenta              | Cândida         |                           |
| 2002 | O Quinto dos Infernos              | Mulher na orgia |                           |
| 2001 | As Filhas da Mãe                   | —               |                           |
| 2001 | O Clone                            | Enfermeira      |                           |
| 1999 | Vila Madalena                      | Vanda           |                           |
| 1998 | Era uma vez...                     | Copeira         |                           |
| 1995 | A Próxima Vítima                   | Prostituta      |                           |
| 1995 | História de Amor                   | Deolinda        |                           |
| 1992 | Deus nos Acuda                     | Aurora          |                           |
| 1991 | Vamp                               | Mulher barbada  |                           |
| 1990 | Mico Preto                         | —               |                           |
| 1989 | Capitães da Areia                  | —               |                           |

### No cinema
| Ano  | Título          | Personagem         | Notas          |
| ---- | --------------- | ------------------ | -------------- |
| 1996 | Metalguru       | Empregada no hotel | Curta-metragem |
| 1989 | Sonhei com Você | Madalena           | [ 7 ]          |

## No teatro[8]
- 2008 - Solteira, nunca mais...
- 2006 - Cora Coralina - Coração Encarnado
- 2005 - O Bicho Vai Pegar
- 1993 - Vestido de Noiva
- 1991 - A Cor da Rosa
- 1988 - A Idade do Sonho
- 1987 - Bafafá
- 1986 - Sem Sutiã

## Prêmios e indicações
| Ano  | Associações                | Categoria         | Nomeações     | Resultado | Ref.  |
| ---- | -------------------------- | ----------------- | ------------- | --------- | ----- |
| 1991 | Prêmio Coca-Cola de Teatro | Melhor Cenografia | A Cor da Rosa | Indicada  | [ 9 ] |